# Palazzo Mazziotti

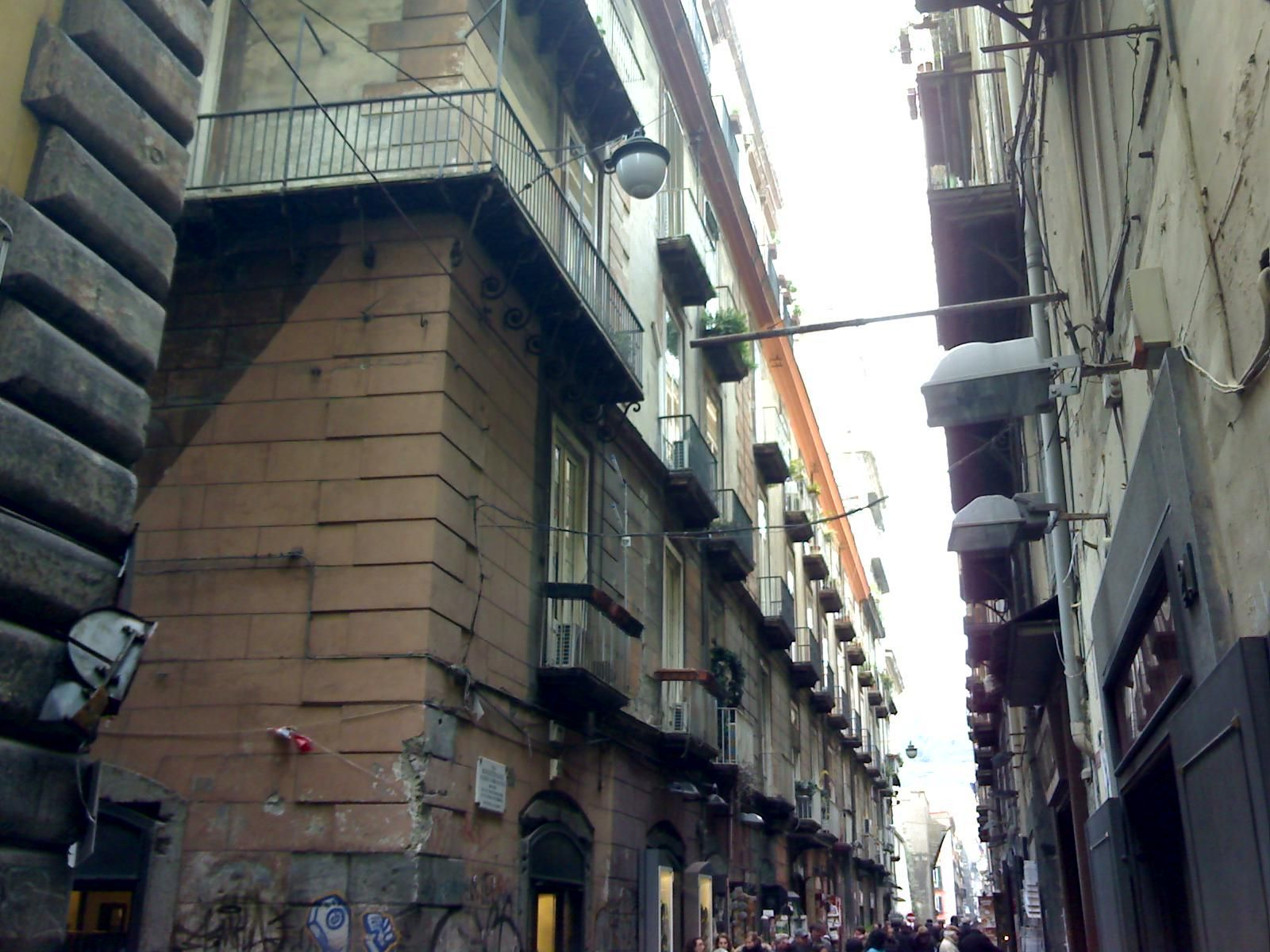
Palazzo Mazziotti in Neapel

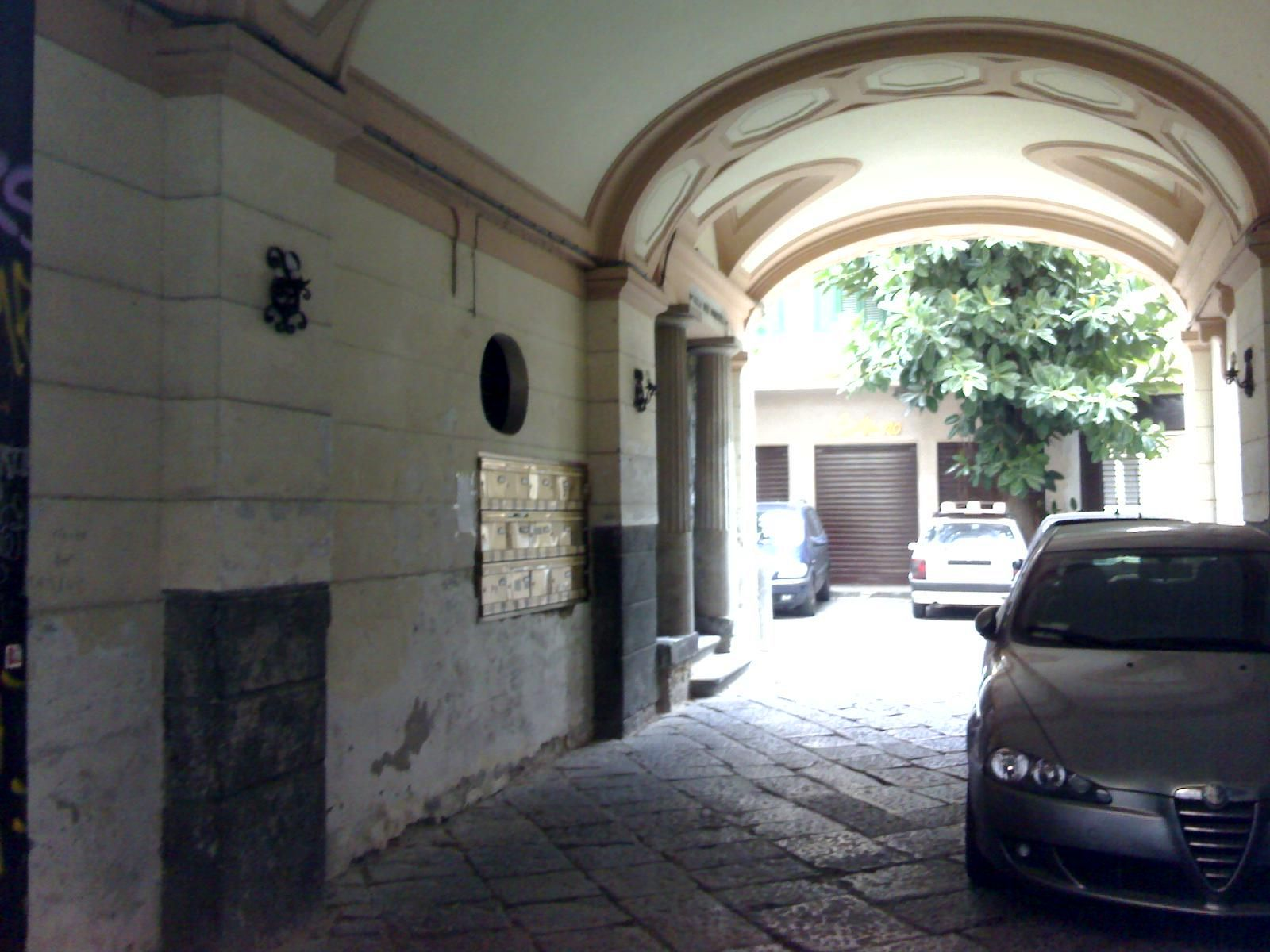
Durchgang zum Innenhof: Auf der linken Seite sieht man die beiden klassizistischen Säulen vor der Treppe.

Der Palazzo Mazziotti ist ein Palast aus dem 19. Jahrhundert im Viertel San Giuseppe in Neapel in der italienischen Region Kampanien. Er liegt in der Via Benedetto Croce, 31 (früher: Via Trinità Maggiore).

## Geschichte und Beschreibung
Der Palast wurde in den ersten Jahren des 19. Jahrhunderts, in der Zeit der Herrschaft von Joachim Murat, auf den Fundamenten des Kreuzgangs der Kirche San Francesco delle Monache aus dem 17. Jahrhundert errichtet. Er diente als Stadtresidenz der Familie Mazziotti, Barone von Celso. Seit die Mazziottis eine andere Residenz hatten, die Villa Mazziotti in Posillipo, bezeichnete man den Palast als „Palazzo Mazziotti a Trinità Maggiore“, um Verwechslungen zu vermeiden.
Der Innenhof nutzt die alten Bögen des Kreuzgangs. Der Zugang zur Treppe des Eingangsbereiches in klassizistischem Stil ist durch zwei Säulen gekennzeichnet, über denen die Worte „Alla Pace Domestica“ (dt.: Dem häuslichen Frieden) stehen.